# Terlago (Adelsgeschlecht)

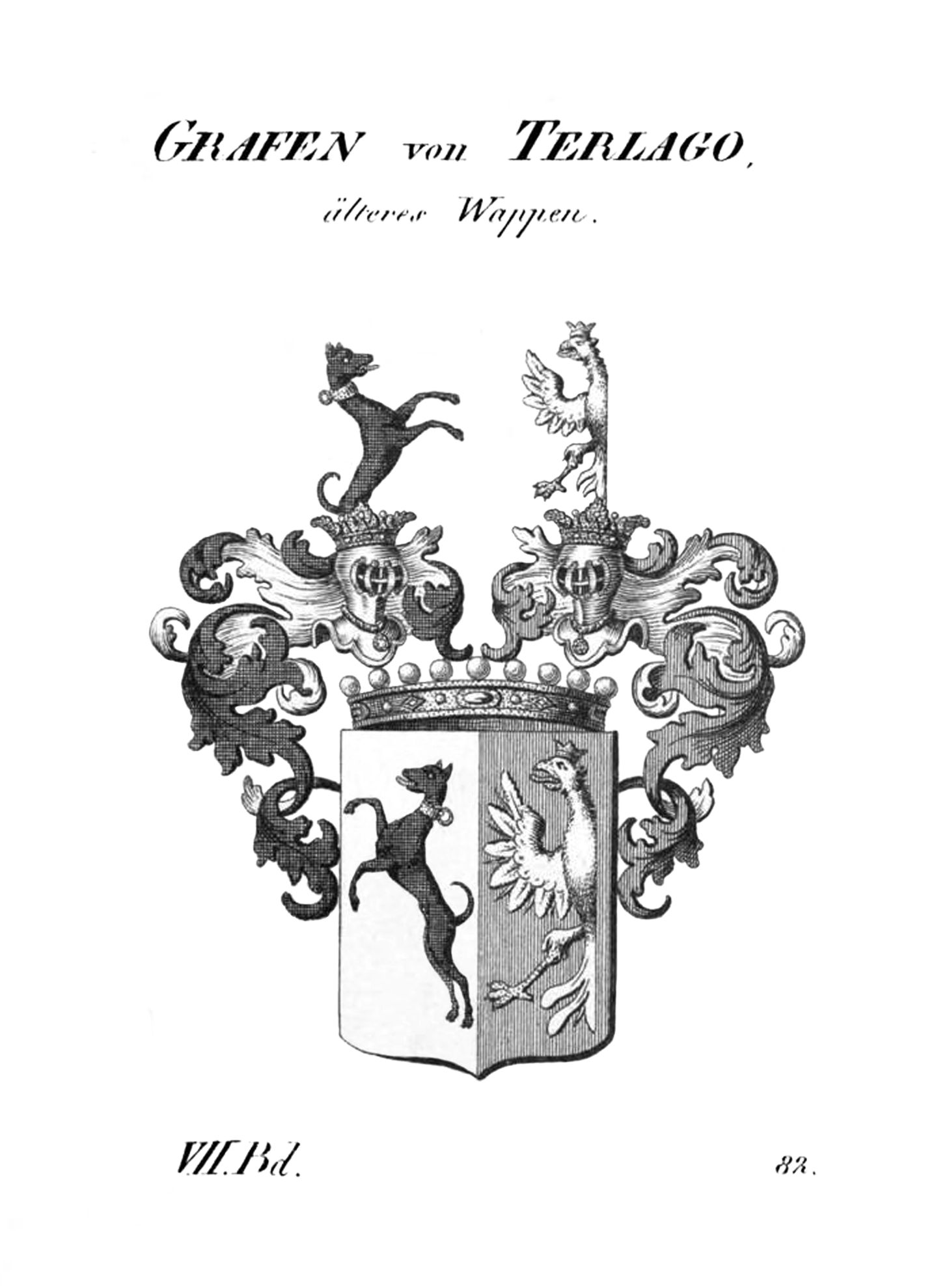
Wappen der Grafen Terlago

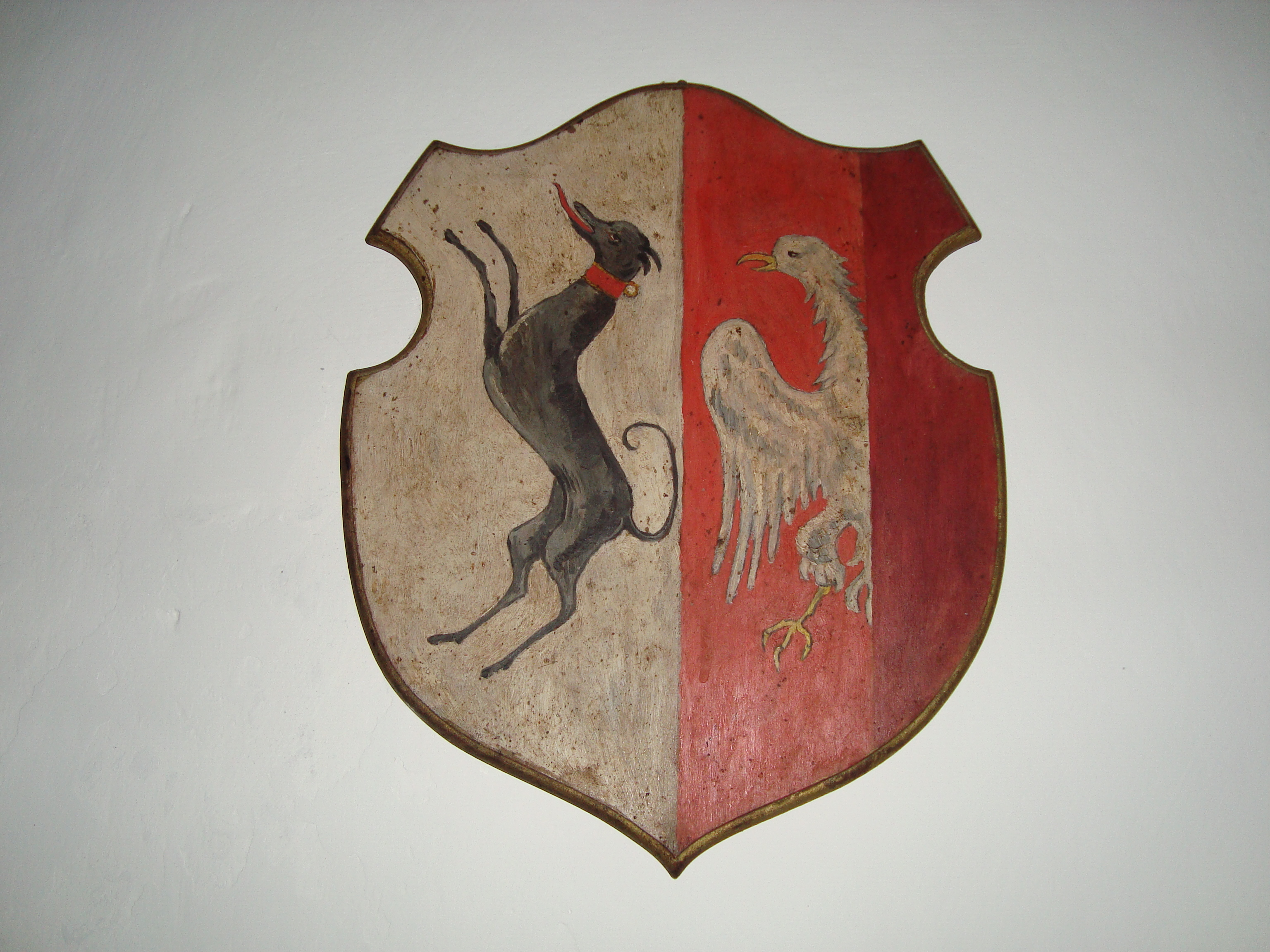
Wappen der Familie Terlago

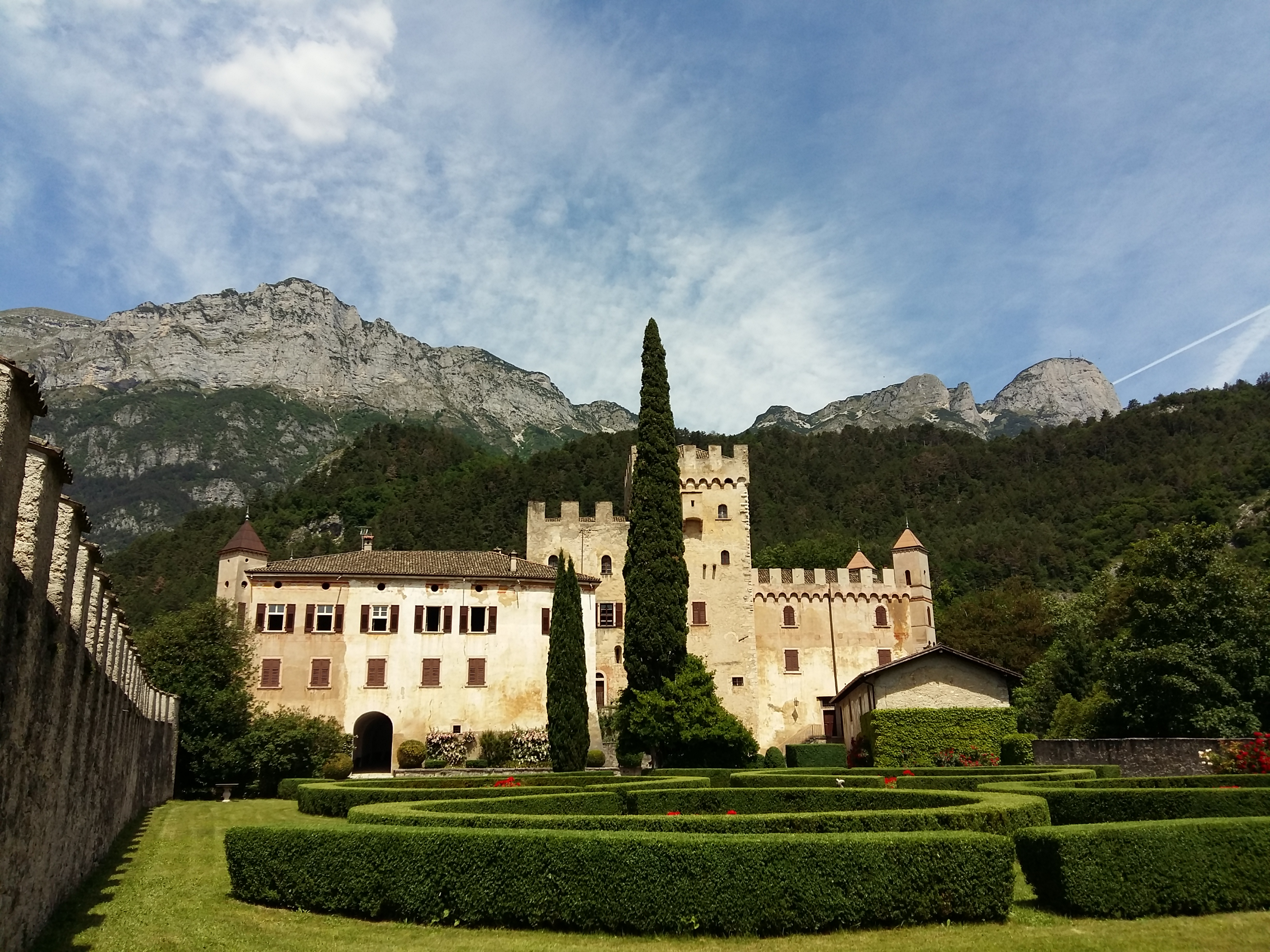
Castel Terlago

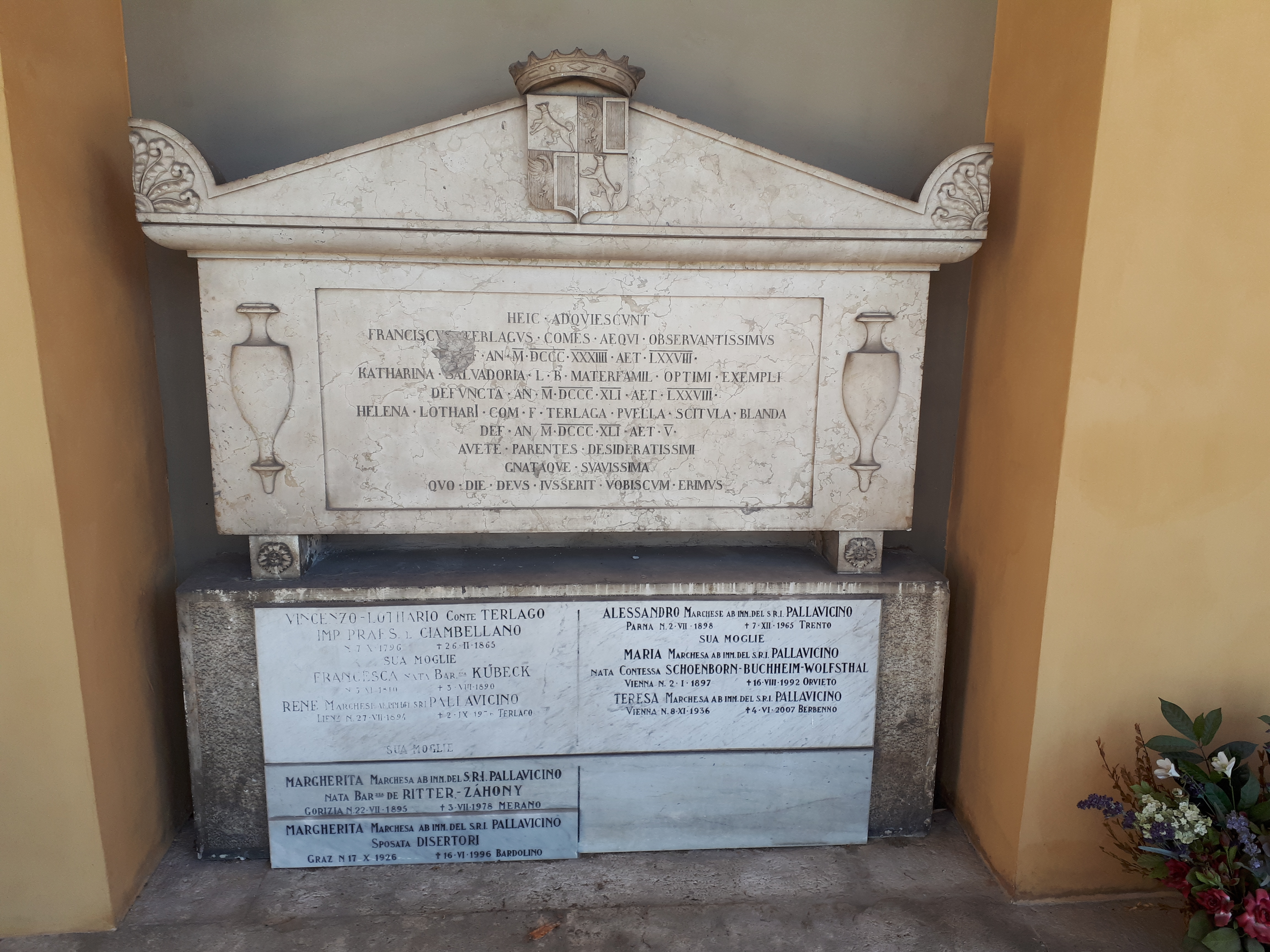
Familiengruft der Terlago im Cimitero Monumentale von Trient

Die Grafen von Terlago waren ein altes, ursprünglich aus Trient stammendes, später auch in Österreich heimisches Adelsgeschlecht.

## Geschichte
Die Familie Terlago wird erstmals in einer Urkunde des Fürstbischof von Trient Altmann von Lurngau von 1124 mit Adelprand von Terlago genannt. Seit dieser Zeit erscheinen die Terlago als adelige Vasallen des Hochstiftes Trient auf. Sie wurden aber gleich allen dortigen vor dem Jahre 1500 adeligen Familien in Folge eines von Kaiser Karl V. mit dem Bischof Bernhard von Cles 1523 geschlossenen Vergleichs von der bischöflichen Jurisdiktion befreit. Ihr Stammsitz Terlago liegt einige Kilometer westlich von Trient im Valle dei Laghi, am Fuße der Paganella.
Die ununterbrochene Stammfolge beginnt mit Paul Terlago, der Ende des 14. und zu Anfang des 15. Jahrhunderts lebte, und setzte sich bis in die Mitte des 20. Jahrhunderts fort.
Mit den Söhnen Franz Terlagos aus dessen Ehe mit Cäcilie Cozaffi, Johann Anton Joseph und Vincenz teilt sich das Geschlecht in zwei Linien. Anton Terlago, wurde vom späteren Kaiser Sigismund mit Diplom ddo. Parma 5. April 1432 in den Reichsadelstand erhoben. Dieser Kaiser verlieh der Familie auch das Wappenschild, welches in ihrem heutigen Wappen dessen rechtes Feld bildet. Die im linken Felde befindliche Vermehrung stammt laut Diplom vom 17. Oktober 1433 von Alexander Fürstbischof von Trient. Peter II. erlangte mit Diplom ddo. Linz 7. Juli 1636 den seitdem erblich in der Familie verbliebenen Reichsgrafenstand. Eine Bestätigung des Reichsgrafenstandes erhielt die Familie am 25. Juli 1778. In die 1361 errichtete Adelsmatrikel der Landschaft Tirol wurden die Terlago 1508 eingetragen. Durch Heiraten sind die Terlago mit den ältesten Familien des Tiroler Landes verschwägert, wie etwa den Castelletti, Alberti, Cresseri, Lodron, Salvadori, Spaur und Sontheim.

## Bekannte Mitglieder des Geschlechts
- Graf Lothar Terlago (1796–1865), k.k. Kämmerer, Vizepräsident der k.k. Statthalterei von Tirol und Vorarlberg, Kommandeur des Ordens der eisernen Krone
- Graf Robert Terlago (1842–1927), Herr und Landmann in Tirol, Reichsratsabgeordneter
- Gräfin Caroline von Terlago (1839–1916), Dichterin
- Graf Franz Terlago (1882–1966), Bezirkshauptmann von Bludenz
- Anton Tabarelli de Fatis Terlago (1403–1477), Rechtsgelehrter und Diplomat

## Wappen
Rechts in Silber ein aufgerichteter schwarzer Jagdhund mit goldenem Halsband. Links in rot, die an den äußeren Schildesrand gelehnte Hälfte eines silbernen gekrönten Adlers mit goldenen Waffen.